# Quyền động vật trong tôn giáo Ấn Độ
Quyền động vật trong các tôn giáo Ấn Độ là quan điểm, quan niệm, giáo lý, học thuyết của các tôn giáo lớn ở Ấn Độ bao gồm Ấn Độ giáo (Hindu giáo), Phật giáo và Kỳ Na giáo (đạo Jain) về quyền và sự tôn trọng quyền động vật. Có thể thấy cả ba tôn giáo lớn này có quan điểm tương đồng về quyền động vật trong đó xuất phát từ tín lý "Bất hại" -"cấm sát sinh" (Ahimsa) đồng nghĩa với việc tôn trọng quyền được sống của động vật. Có thể thấy tư tưởng bất hại ở trong những tôn giáo Cổ đại Ấn Độ để thấy cội gốc của Ahimsa (bất bạo động, không sát sinh) là tư tưởng cốt lõi trong các tôn giáo ở Ấn Độ như Hindu giáo, Phật giáo và Kỳ Na giáo.
Ngoài ra, trong từng tôn giáo này lại có những nét đặc sắc về tinh thần trân quý động vật dành cho chúng những phúc lợi. Trong Ấn Độ giáo, động vật được xem là có linh hồn giống như con người và khi chúng sinh chết đi, chúng vẫn có thể tái sinh, đầu thai thành người hoặc động vật khác từ đó có thể thấy được tư tưởng bình đẵng liên hệ phổ biến giữa người và động vật. Những niềm tin này đã dẫn đến nhiều người Ấn giáo thực hành ăn chay, trong khi Kỳ na giáo bắt buộc ăn chay dựa trên sự giải thích chặt chẽ ý nghĩa về giáo lý Ahimsa. Phật tử Đại thừa tương tự thực hành ăn chay và Phật giáo Đại thừa nghiêm cấm việc giết hại động vật.

## Tổng quan

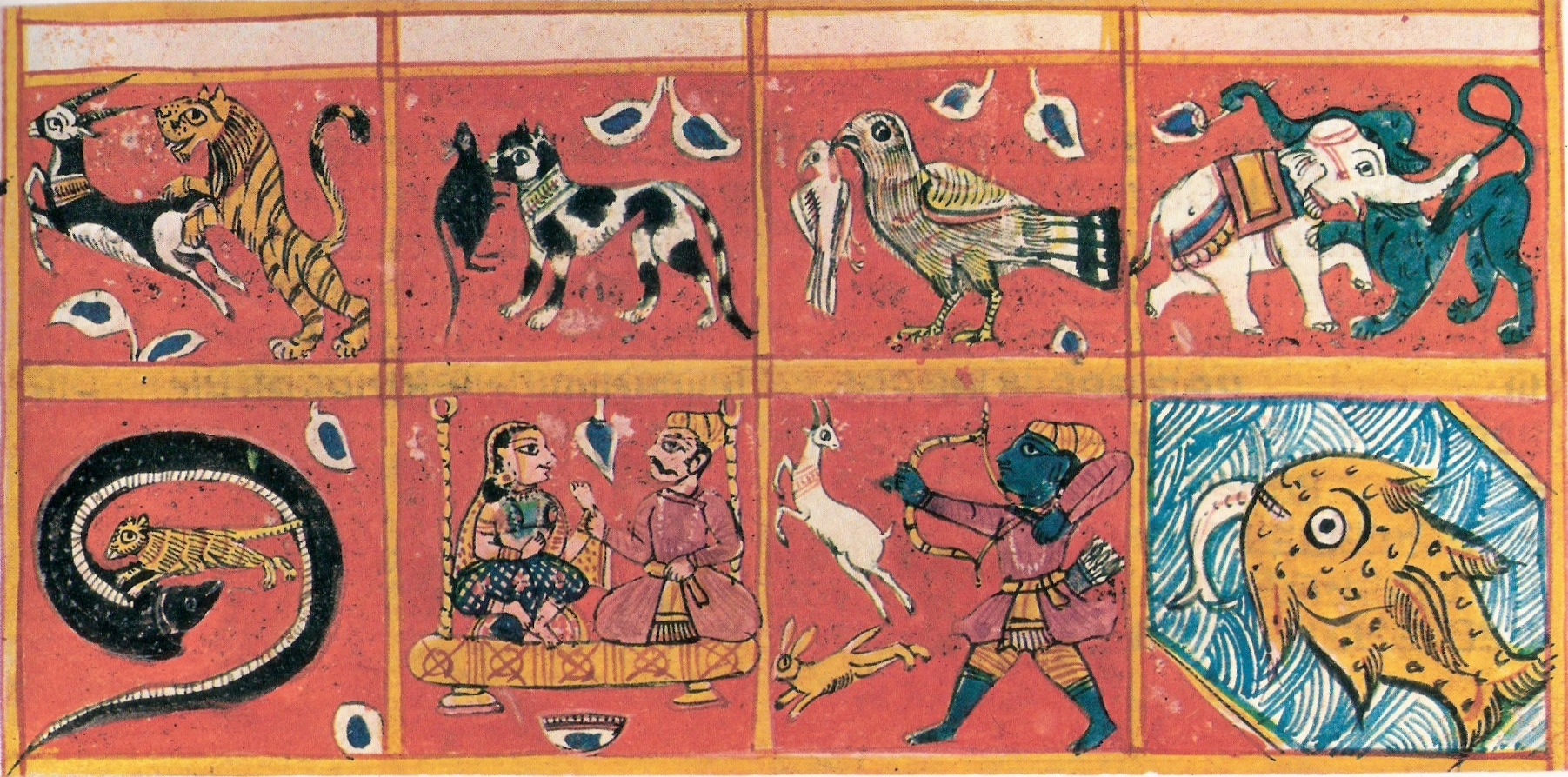
Miêu tả cảnh bạo lực trong thế giới quan Kỳ Na giáo

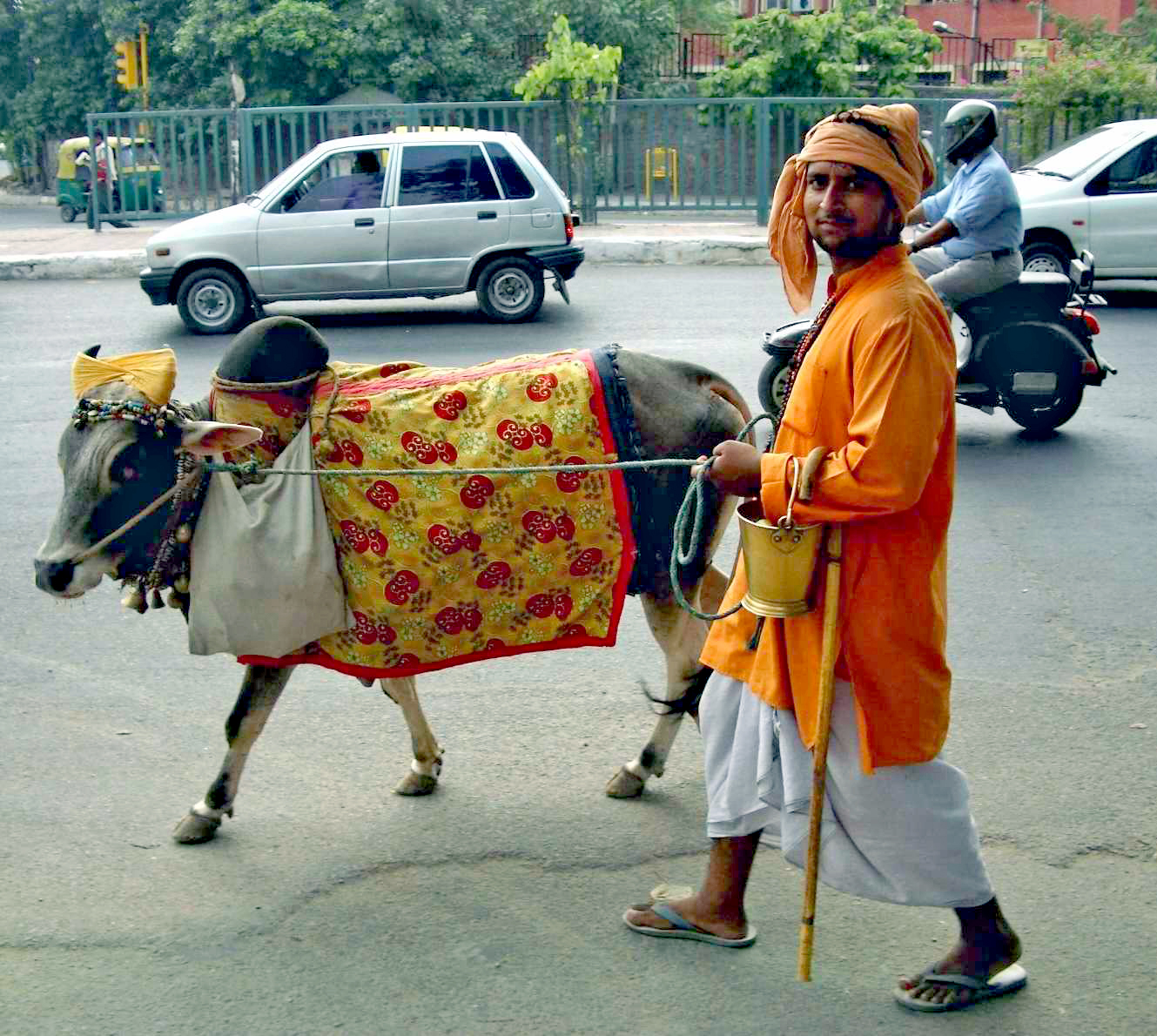
Một tín đồ Ấn giáo đang dẫn bò đi trên đường

Sự hủy diệt một số lượng lớn những loài động vật, vấn đề trở nên cấp thiết đối với loài người là đánh giá lại thái độ của mình đối với môi trường và động vật. Muông thú được mô tả như là cơ giới mà không được xem là những tác nhân hay chủ thể có quyền của riêng chúng, và chúng hầu như bị những nhà khoa học xã hội phớt lờ. Chúng và mối liên hệ của chúng với con người có khuynh hướng được xem như là không xứng đáng quan tâm ở trong khoa học xã hội. Do đó, những vấn đề liên quan đến lợi ích của động vật khó có mặt trong những khoa học xã hội mà ở đó động vật được xem như phần bổ sung của hệ sinh thái lấy con người làm trọng tâm. Nay phát sinh việc làm khác nhau của con người với muông thú là có hợp lý về đạo đức và phương diện sinh thái hay không. Mahatma Gandhi được ghi nhận vì lòng từ bi với mọi sinh vật, ông chủ trương chống lại thí nghiệm trên động vật và sự tàn ác với động vật.
Kinh Veda, cuốn kinh sách đầu tiên của Ấn Độ giáo (bắt nguồn từ thiên niên kỷ thứ hai trước Công nguyên), dạy ahimsa hoặc bất bạo động đối với tất cả chúng sinh. Trong Ấn Độ giáo, việc giết một con vật được coi là vi phạm giới luật "Cấm sát sinh" và sẽ gây ra nghiệp xấu từ đó khiến nhiều người Ấn giáo thực hành ăn chay. Giáo lý Ấn giáo không yêu cầu ăn chay, tuy nhiên, và cho phép hiến tế động vật trong các nghi lễ tôn giáo. Ấn Độ giáo dạy rằng một phần bản thể của Đấng Tối cao tồn tại trong tất cả các sinh vật sống, tạo thành atman (bản ngã). Như vậy, sự tôn kính và tôn trọng động vật được truyền dạy. Trong Ấn Độ giáo, nhiều loài động vật được tôn kính, bao gồm hổ, voi, chuột và đặc biệt là bò với tục thờ bò.
Đạo kỳ na được thành lập ở Ấn Độ vào thế kỷ thứ VII trước Công nguyên, và lý thuyết cấm sát sinh/hại sinh linh (Ahimsa) là giáo lý trung tâm của tôn giáo này. Do niềm tin vào sự tôn nghiêm của tất cả cuộc sống, những người Kỳ na giáo thực hành ăn chay nghiêm ngặt, xem như một sự khổ hạnh tột cùng, và nhiều người đã cố gắng hết sức để tránh làm hại côn trùng, kể cả việc không được vô tình giẫm lên chúng. Hầu như mọi cộng đồng Jain ở Ấn Độ đã thành lập các bệnh xá cho động vật để chăm sóc những động vật bị thương và bị bỏ rơi. Nhiều người tín đồ của đạo này cũng giải cứu động vật khỏi các lò mổ để đem về nuôi nấng.
Phật giáo là tôn giáo lớn thứ ba xuất hiện ở Ấn Độ, và giáo lý của đạo Phật cũng bao gồm giới luật cấm sát sanh (ahimsa). Phật giáo dạy ăn chay (mặc dù không nghiêm ngặt như đạo Jain), và nhiều tín đồ Phật giáo thực hành phóng sinh trong đó động vật sắp bị giết mổ được mua và thả về tự nhiên. Dù vậy, bất chấp ảnh hưởng của Ấn Độ giáo, đạo Jain và Phật giáo, việc ăn thịt vẫn phổ biến ở Ấn Độ cổ đại. Vào năm 262 trước Công nguyên, vua Ashoka của vương triều Mauryan đã cải đạo sang Phật giáo, ông đã ban hành các sắc lệnh mà chịu ảnh hưởng từ giáo lý từ bi của Phật giáo cho tất cả chúng sinh đều bình đẵng. Những sắc lệnh này bao gồm việc chăm sóc cho động vật và lệnh cấm hiến tế động vật, thiến gà trống và săn bắt nhiều loài thú săn khác. Phật giáo Đại thừa dạy rằng "chúng ta chỉ có thể thoát khỏi đau khổ của chính mình nếu chúng ta tránh gây ra nó cho người khác." Phật tử Đại thừa thực hành ăn chay kiên trì cho đến cùng.

## Kỳ na giáo

### Tín điều

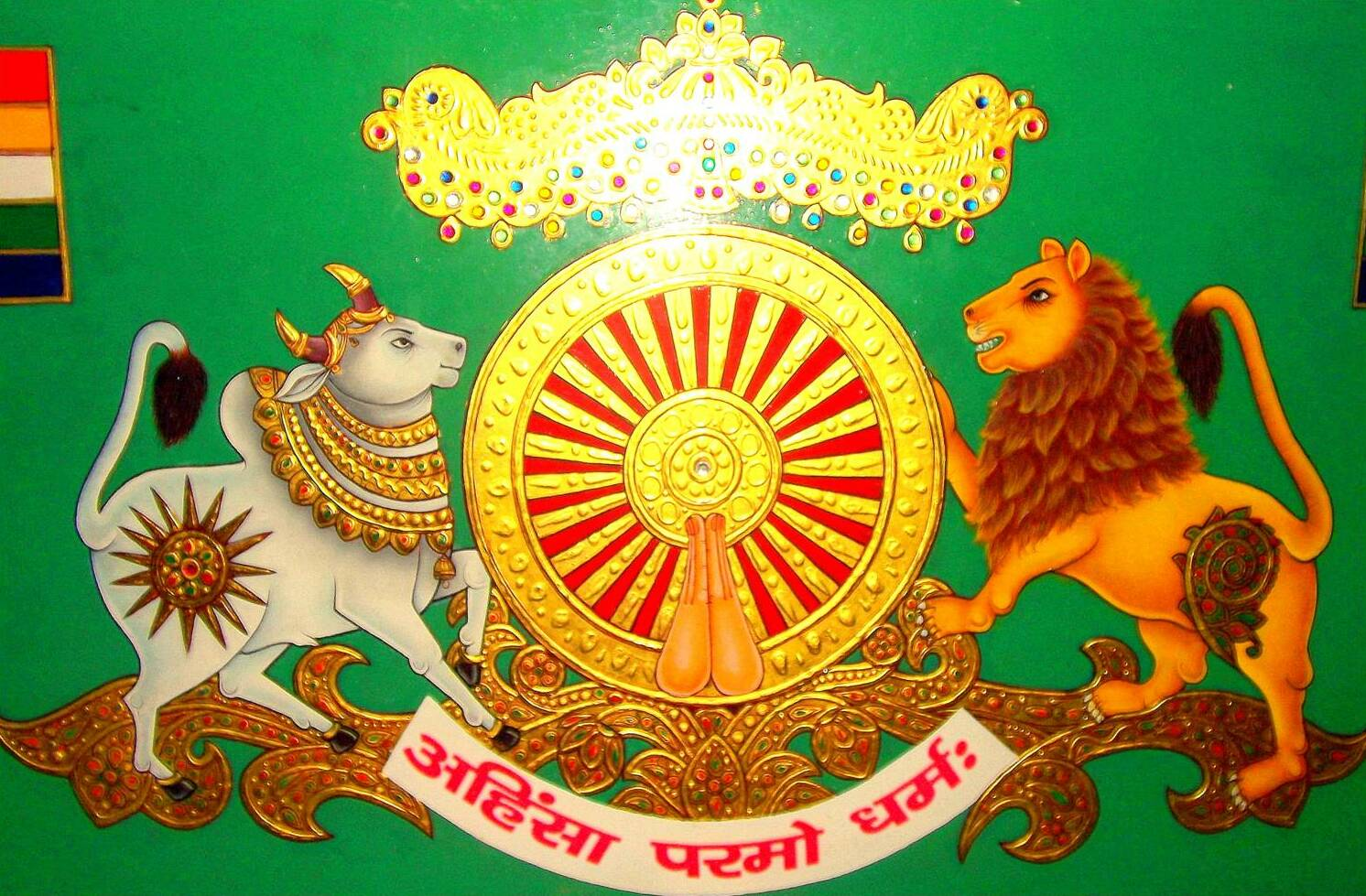
Biểu tượng Kỳ Na giáo với dòng chữ: अहिंसा परमो धर्म "ahimsā paramo dharma", nghĩa là "không bạo lực là bổn phận đạo đức tối thượng"

Đạo Kỳ Nam xem Ahimsa là nguyên tắc đạo đức đầu tiên và là tín điều quan trọng nhất, trở thành một trong những đặc trưng phân biệt Jain giáo với những tôn giáo khác cùng lấy Ahimsa làm trung tâm. Theo đó, cái xấu, cái ác, cái bạo lực (himsa) không xuất hiện không chỉ trong hành động, lời nói mà còn trong cả suy nghĩ. Bằng việc tuyệt đối tuân theo "Ahimsa", con người sẽ có thể thoát khỏi vòng luân hồi sinh tử, đạt được sự tự do và niềm hạnh phúc tối cao, chính là nguyên tắc cơ bản nhất trong các quy phạm và học thuyết của đạo Kỳ na.
Biểu tượng của Kỳ-na giáo là bàn tay có bánh xe ở giữa lòng và biểu tượng này tượng trưng cho sự vô uý và không gây hại. Bên dưới biểu tượng là câu kinh của tôn giáo này là: "Parasparopagraho Jīvānām" được rút ra từ Tattvārthasūtra, mà nó có nghĩa là "sống và hãy để sống", được dịch theo cách khác là "mọi chúng sanh cần giúp đỡ lẫn nhau", hay "tất cả mọi đời sống là tương thuộc và hỗ trợ lẫn nhau". Đạo Kỳ Nam xem trọng phẩm tính bất bạo động, hay ahimsa, đối với tất cả chúng sinh. Các tu sĩ đạo này trong sinh hoạt hàng ngày, rất thận trọng để tránh giẫm đạp lên các loài côn trùng hay gây hại cho bất kỳ một chúng sinh nào.
Kỳ Na giáo xác định tất cả các loài sinh vật đều bình đẳng, việc con người tồn tại đã phá huỷ mạng sống của rất nhiều sinh vật, những loại côn trùng nhỏ, những loại vi khuẩn mắt thường không nhìn thấy, đấy chính là cái nghiệp mà bất cứ jiva (nhận thức dạng sống) nào cũng phải gánh chịu. Hơn nữa, tất cả các jiva đều bình đẳng song bản chất của các sinh vật lại không hoàn toàn giống nhau ở điểm chỗ khả năng cảm nhận (trở thành jiva) nỗi đau khổ, khả năng gánh chịu nỗi đau khổ của chúng. Khả năng tự nhận thức của cá nhân lại càng trở nên quan trọng, tính đúng đắn để nhận ra được ahimsa và phân biệt các cá thể sinh vật là cần thiết. 

### Thực hành

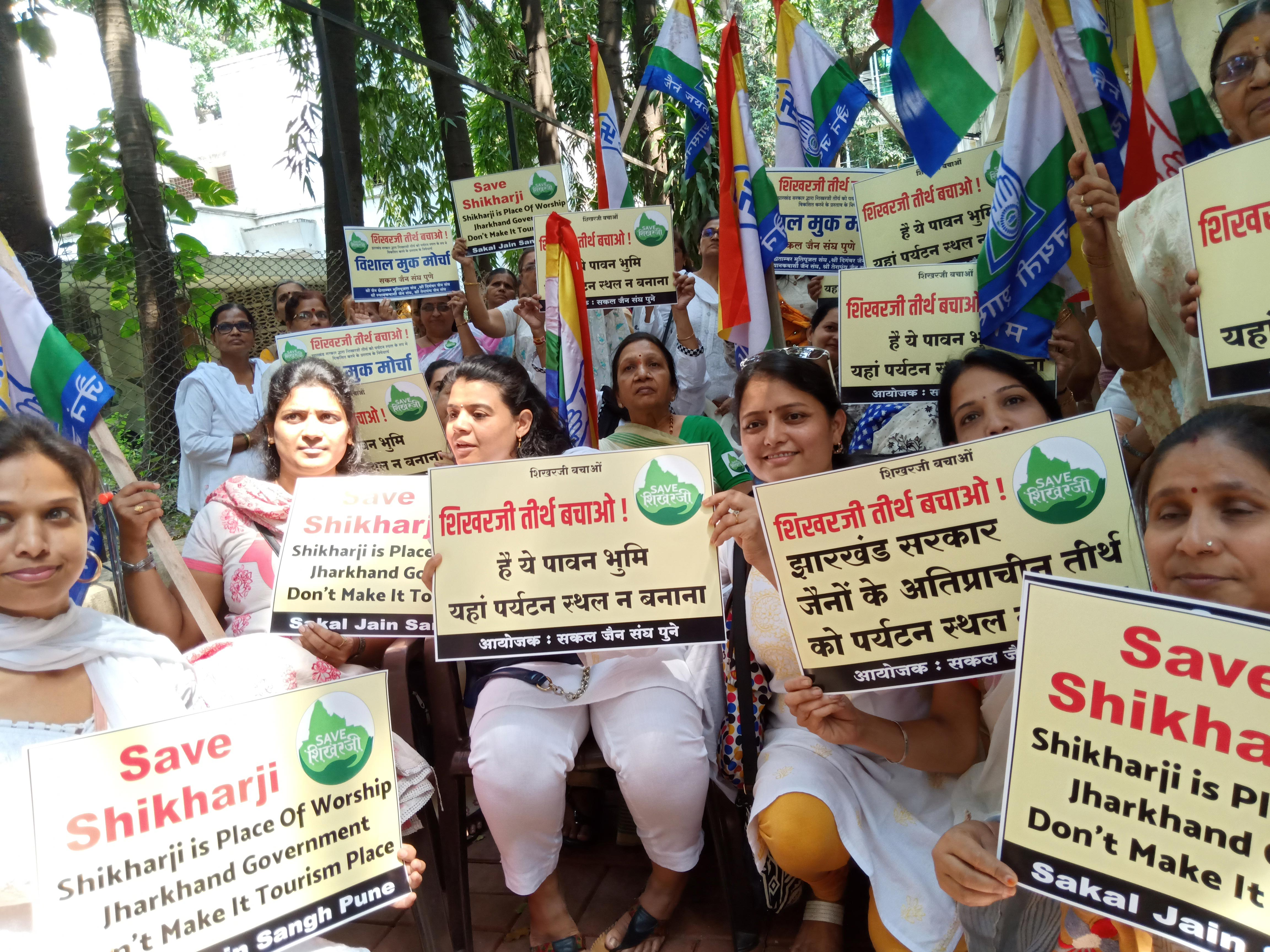
Các tín đồ Kỳ Na giáo

Người sáng lập Mahāvīra dạy rằng mọi vật sống đều có linh hồn trường cửu và linh hồn chỉ được cứu khỏi sự kìm kẹp của Nghiệp Báo bằng lối sống cực kỳ khắc khổ và kỷ luật tự giác và triệt để bất bạo động đối với mọi sinh linh. Những người Kỳ Na giáo ở Ấn Độ đã giữ giới bất hại (ahimsa) và những kẻ trong sạch nhất trong họ đã mở đầu một tông phái lấy việc nhịn đói cho đến chết làm một hành động đạo đức, đó là tôn giáo thực hiện nguyên tắc ahiṃsā một cách nghiêm ngặt nhất, và nguyên tắc này đã trở thành một trong những thề nguyện của người Kỳ-na, cả Tăng sĩ lẫn tín đồ tại gia.
Đối tượng mà Ahimsa hướng tới không chỉ dừng lại giữa con người mà còn hướng tới cả các loại động vật, thực vật, những loại sinh vật siêu vi nhỏ bé tồn tại mà mắt thường không thể nhìn thấy được có sự sống hoặc có thể có sự sống, có thể coi ahimsa đã phát triển cao khi chứng kiến việc thực hành tính bất hại của tín đồ ở ngoài đời sống. Ngoài giới luật ăn chay nghiêm khắc, cách ăn mặc đều nhằm làm giảm đến mức thấp nhất số lượng các sinh vật hay gần sinh vật bị chết. Vì tất cả các linh hồn đều bình đẳng, thiêng liêng nên không được làm hại, lạm dụng, giày vò, tra tấn hay giết hại bất cứ một sinh vật sống nào. Chính vì thế những tín đồ thực hành ahimsa ngoài việc không nghĩ và hành động bạo lực cũng như giảm thiểu tối đa số lượng những loài sinh linh bị giết hại.
Trái với ahimsa là himsa có nghĩa là bạo lực. Mức độ nghiêm trọng của hậu quả mà hành động bạo lực mang lại còn được tính theo cấp độ phát triển của dạng sinh vật, bạo lực hướng tới những dạng sinh vật kém phát triển được cho là gây ra hậu quả ít nặng nề hơn so với bạo lực hướng tới các sinh vật cấp cao hơn. Kỳ na giáo phê phán và tránh mọi loại tế lễ muông thú và những việc làm như săn bắn và những nghề nghiệp liên quan đến giết hại súc vật, và thậm chí cố gắng tránh những việc làm gây hại đến cây cỏ một cách không cần thiết như phóng hỏa đốt rừng vì không chỉ làm tổn hại cây cỏ, mà qua đó cũng có thể giết hại những loài vật sống ở trong đó. Và một người, không thể trở nên cao quý nếu không thực hành nguyên tắc Ahiṃsā, và đây là một trong những tiêu chí xác định nên phạm hạnh của họ.

## Ấn Độ giáo
Ấn Độ giáo tin các thần ở trong các động vật có sự sống và đồ vật vô tri vô giác. Người Naga thờ các vị thần, họ tin là có linh hồn, tin vào thần tạo ra muôn loài trên quả đất. Và Ấn Độ Giáo thờ lạy một thần chánh là Brahman (Đại Linh Quang, Phạm Thiên hay Đại Hồn). Ấn Độ Giáo tin thần chánh ở trong con người và thú vật. Thú vật được coi là thiêng liêng. Riêng con bò là loài thú vật được Ấn Giáo coi là thiêng liêng hơn hết, theo tín ngưỡng Hindu, bò (cái) được coi là con vật thiêng, là biểu tượng của Mẹ–Trái đất, con bò Nandi là vật cưỡi của thần thánh. Kinh Veda có sử dụng hình ảnh của bò và răn dạy việc giáo sĩ Bà-la-môn cấm giết mổ bò ở Ấn Độ.

### Tín lý

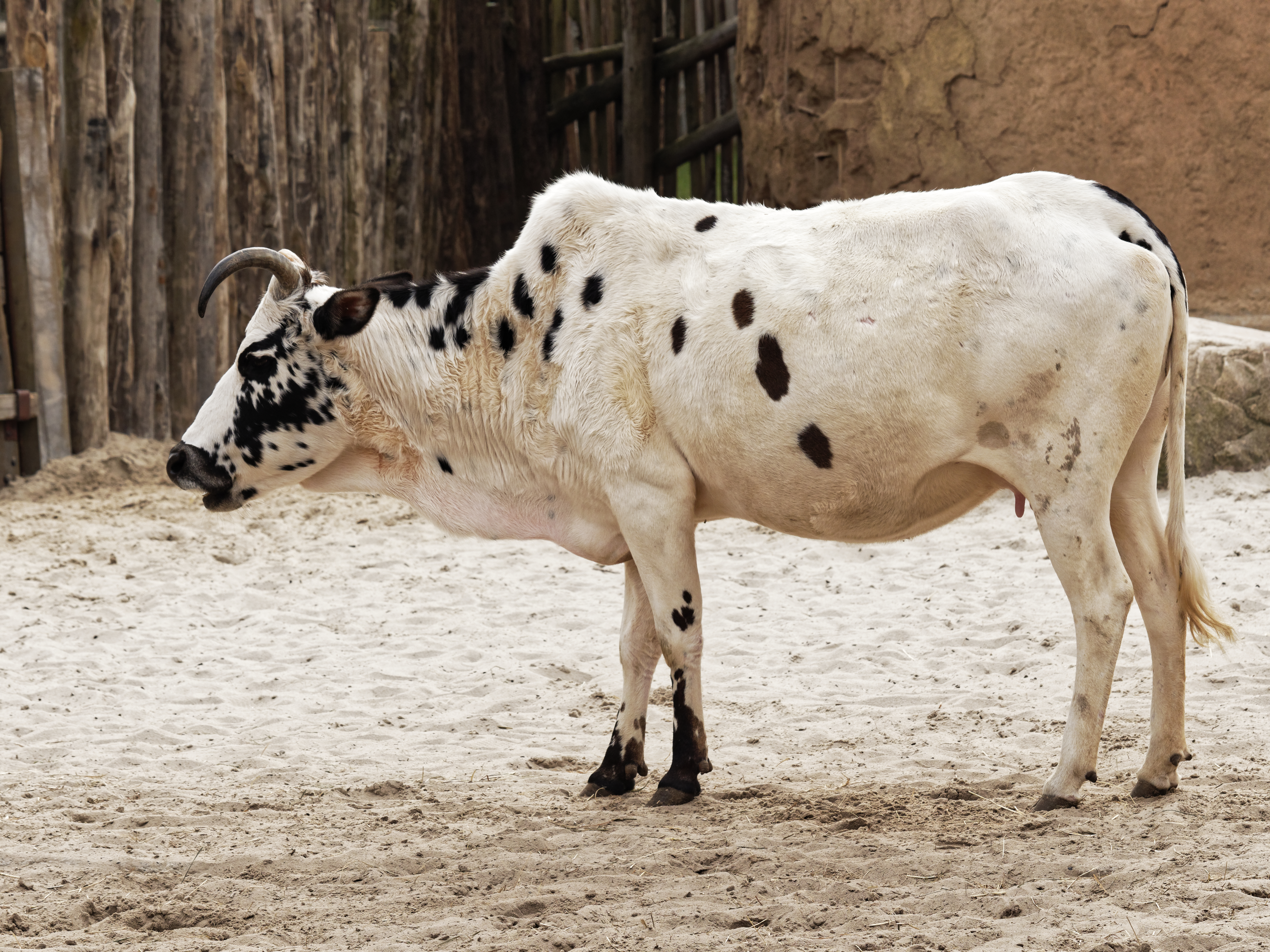
Người Hindu rất trân quý con bò

Nữ thần Durga cưỡi hổ

Triết lý bất hại Ahiṃsā không được xem như một nguyên tắc đạo đức ở trong những thánh điển sớm nhất của Bà la môn giáo, mặc dù trong Rig-Veda có đề cập đến việc "không gây hại" và khái niệm này cũng xuất hiện trong một số thánh điển khác như Taittiriya Shakha của Yajur-Veda và Shatapatha Brahmana. Tế lễ muông thú là một trong những sinh hoạt tôn giáo của Bàla môn giáo. Trong Mahabharata và Manusmṛti, tế lễ thú vật và ngay cả việc săn bắn được coi là hợp pháp, cả về phương diện xã hội lẫn tôn giáo, cho dù Mahabharata có nói rằng "không bạo lực là bổn phận đạo đức tối thượng" (ahimsa paramo dharma).
Trong Bà la môn giáo thời kỳ đầu, không gây hại chỉ khu biệt vào một vài nhóm đối tượng chưa phải là đạo đức phổ quát. Dần dần, khái niệm này được phát triển và được áp dụng một cách phổ quát hơn. Trong Chāndogya Upaniṣad thì việc không gây hại đối với tất cả loài vật được xem như là một nguyên tắc cần phải thực hiện, và việc tuân theo nguyên tắc này là một trong các điều kiện cho việc thoát ly vòng luân hồi sanh tử. Về sau, người Ấn giáo xem ahiṃsā như một nguyên tắc đạo đức thật sự cốt yếu, việc tôn trọng và tránh giết hay làm hại chúng sanh khác được xem như một nguyên tắc căn bản trong việc thực hành đời sống tôn giáo, và đây cũng là lý do tại sao nhiều người Hindu đã chọn chế độ ăn chay, hay ít nhất tránh giết hại sinh vật một cách trực tiếp vì nhu cầu ăn uống của mình.
Thuyết luân hồi đã có từ lâu tuy nhiên đi sâu vào thuyết Luân hồi phải là Ấn Độ giáo và Phật giáo, ý tưởng về sự luân hồi qua đầu thai được giới thiệu lần đầu tiên trong Áo nghĩa thư (Upanishad) là những bản kinh về triết lý và tôn giáo được viết bằng tiếng Phạn. Bộ kinh lâu đời Upanishad cho thấy rằng mọi vật đều được sinh ra theo vòng luân hồi chuyển hóa, hình thể sinh vật này được phát sinh là do một hình thể khác kia chuyển qua. Con người phàm trần mắt thịt chỉ thấy mọi sự vật qua hình dáng, biểu tượng bên ngoài mà tưởng rằng cái này khác cái kia. Hình thức cổ xưa của học thuyết tái sanh được hình thành ở Ấn Độ.
Hầu hết các tôn giáo ở Ấn Độ, ngoại trừ Phật giáo đều chấp nhận có một linh hồn bất biến tồn tại trong mỗi con người. Ấn Độ giáo chủ trương có một linh hồn (Atman) bất biến, tồn tại sau khi chết, linh hồn này tái sinh vào các cảnh giới khác nhau và chịu sự chi phối của luân hồi. Nghiệp (Karma) là giáo lý quan trọng đối với hầu hết các tôn giáo ở Ấn Độ. Ấn Độ giáo cho rằng có hiện tượng luân hồi giữa người và động vật khiến, con người và động vật có thể luân hồi qua lại. Con người sống trên đời tạo ra "Nghiệp". Nếu con người tạo ra nghiệp tốt, sẽ được đầu thai vào chỗ giàu sang danh vọng. Nếu con người tạo ra nghiệp xấu, sẽ bị đầu thai vào chỗ nghèo hèn hay thành thú vật hoặc côn trùng.
Trong Chàndogya Upanishad có nói: "Những người khi ở trần gian này biết cư xử tốt, thì rồi cũng nhanh chóng sẽ được sinh ra ở những đẳng cấp cao như giới Brahman, như Kshatriga, hay là như Vaisya. Nhưng những kẻ ở trần gian này hành động, làm việc tồi tệ, độc ác… thì kiếp sau họ sẽ được sinh ra như sự độc ác mà họ đã cư xử, sinh ra làm con chó, con heo, hoặc làm giới Chandala" là hạng người thấp kém nhất của xã hội, dạng thối tha, bị xã hội ruồng rẫy. Người Ấn Độ Giáo đã nói: Trâu bò có nhiều màu sắc, nhưng tất cả sữa của chúng giống nhau… hệ thống tín ngưỡng khác nhau, nhưng Thượng đế chỉ là một". Theo lời dạy trong bộ kinh này thì con người có linh hồn, linh hồn liên kết với thể xác lúc sống, nhưng khi chết, linh hồn tách rời khỏi thể xác và chịu sự phán xét theo luật tự nhiên. Linh hồn sẽ được sống ở cảnh an lạc hay chịu xử phạt công minh. Ngoài ra còn có cái bản thể của vũ trụ thế giới hồn bao la là Brahman, đó là linh hồn của vũ trụ. Đó là linh hồn của mọi vật. Sai cùng Atman sẽ hòa đồng với Brahman thành một, nghĩa là Linh hồn của vũ trụ thế giới. Trong Upanishad đề cập nhiều đến vấn đề Luân hồi tái sinh. Ở đây từ Moksha được hiểu như sự luân hồi hay vòng luân hồi chuyển tiếp.

### Luân hồi
Ấn Độ giáo tin linh hồn của người và thú vật đều phải chịu kiếp luân hồi. Sau một thời gian nơi cõi thượng giới, linh hồn sẽ trở lại thế gian. Một linh hồn từ cõi thượng giới trên đường đi đầu thai, xuống cõi trung giới trước khi đến cõi trần, do sự thu hút từ hồn khóm của một loài thú vật có đặc tính gần giống với cá tính của người ấy, họ có thể bị lôi kéo ra khỏi hành trình, làm chậm trễ một thời gian vô định nơi cõi trung giới, đôi khi ở cõi trung giới họ bị trói buộc và giữ họ kết dính với một hình thể thú vật. Đó là do hậu quả của những hành động độc ác thô bạo, có thể gây nghiệp quả kết nối với thú vật, làm cho người ấy phải chịu khổ sở khủng khiếp.
Theo quan điểm của Ấn Độ giáo, đầu thai không thể giống như sự xuất hiện trở lại của linh hồn hay một người ở trong một cơ thể vật chất, mà đúng hơn là cảm nhận về thế giới chỉ tồn tại như một biểu thị xung quanh nhận thức, và điều này chỉ được duy trì như là một hành động của tâm thức. Theo Adi Shankaracharya, thế giới như chúng ta thường nhận biết nó chỉ là một giấc mơ: phù du và viển vông. Bị kẹt lại trong Luân hồi là kết quả của sự thiếu hiểu biết về bản chất thực sự của sự sinh tồn. Sự tái sanh của một thực thể được xem là phần cốt lõi của sự tồn tại con người (atman hay purusha) ở trong vòng luân hồi bất tận bao gồm nhiều đời sống và thân thể. Sau này, Phật giáo cũng tiếp thu quan niệm Luân hồi trong giáo lý của mình.

## Phật giáo
Phật giáo biện luận tầm quan trọng của việc đối xử đạo đức với tất cả chúng sanh như là một sự ưu tiên, phản đối tế lễ muông thú và quan tâm đặc biệt đến nhiệm vụ quan trọng của việc xây dựng một hệ thống đạo đức mà ở đó công bằng cho muông thú được xem như mô thức chung. Đề cập thường xuyên của Đức Phật đối với sự di chuyển luân hồi ngang qua những loài sống làm giảm khoảng cách tinh thần giữa con người và những sinh vật khác, một nỗ lực được thực hiện để tỏ rõ trên cơ sở của văn học Phật giáo sơ kỳ mà muông thú trong Phật giáo không chỉ bị dồn đuổi bởi những thúc đẩy vượt qua khỏi sự kiểm soát của chúng và rằng chúng có khả năng cảm xúc và động cơ tự nguyện. Kinh điển Pāli thuyết không nên bạo lực và hãy từ bi đối với tất cả chúng sanh.

### Tín lý

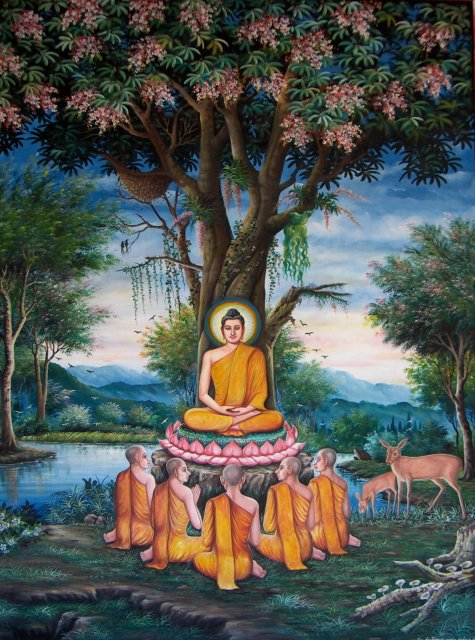
Đức Phật và đệ tử đang chân tu trong rừng, hòa mình với thiên nhiên và muôn thú

Phật giáo không xem con người như một sáng tạo đặc biệt, được trao cho quyền lực hay cương vị quản lý muông thú. Mặc dù con người có một sự tự do và khả năng hiểu biết lớn hơn muông thú, thì giống như tất cả những chúng sanh khác, con người cũng luẩn quẩn ở trong lĩnh vực giới hạn và có điều kiện của thế giới luân hồi nhưng khả năng và hiểu biết lớn hơn không có nghĩa là ta có quyền bóc lột, mà cần có một thái độ tử tế với những loài sống thấp kém hơn, vị trí hiện tại của chúng ta là một con người chỉ là một trạng thái tạm thời, tùy thuộc vào nghiệp thiện quá khứ.
Không thể tách mình ra khỏi cảnh khốn khổ của thú vật, khi chính con người đã trải nghiệm điều đó, giống như những muông thú đã trải qua những kiếp làm người. Phật giáo không phân biệt muông thú và con người một cách rõ ràng như những tín ngưỡng khác và những vị thần Phật giáo thường được miêu tả trong hình thức muông thú với một số lượng lớn những vị Bồ-tát muông thú. Sư tử, bò, voi vẫn liên kết trực tiếp với Đức Phật. Có nhiều câu chuyện Jātaka mà chúng có thể đã phục vụ để đồng hóa những sùng bái muông thú địa phương vào trong Phật giáo.
Những sùng bái muông thú xa xưa vẫn là một phần của truyền thuyết dân gian vào thời Đức Phật, và cho thấy đã hòa trộn những những đặc điểm động vật với những đặc điểm con người trong khi gộp chúng vào trong hệ thống Phật giáo. Phật đại diện cho một mối liên hệ giữa con người và muông thú được đặt cơ sở trên đạo đức. Một số bản kinh Phật giáo sơ kỳ cho thấy rằng động vật chia sẻ bản chất tôn giáo của con người, mà những hiện tượng được quán sát như vậy là những bằng chứng rõ ràng về sự liên kết giữa con người, muông thú và thần linh như thuyết vật linh.
Quan điểm của Phật giáo về luân hồi ngang qua các loài sống làm giảm khoảng cách tinh thần giữa con người và động vật. Những Phật tử thời kỳ đầu chấp nhận quan điểm rằng tất cả muông thú thuộc về một lãnh vực mà nó thấp hơn lãnh vực của con người, muông thú vẫn không được xem là có khả năng thăng tiến trong giáo pháp. Phật giáo đánh giá thấp những phẩm chất tâm linh của muông thú và có thể nói rằng muông thú trên tổng thể nói chung được xem là nhiều bạo lực, dữ tợn, si ngốc, ít thông minh, ngu độn và sự hiện hữu của chúng là ít thỏa mãn hơn sự hiện hữu của con người.

### Tái sanh

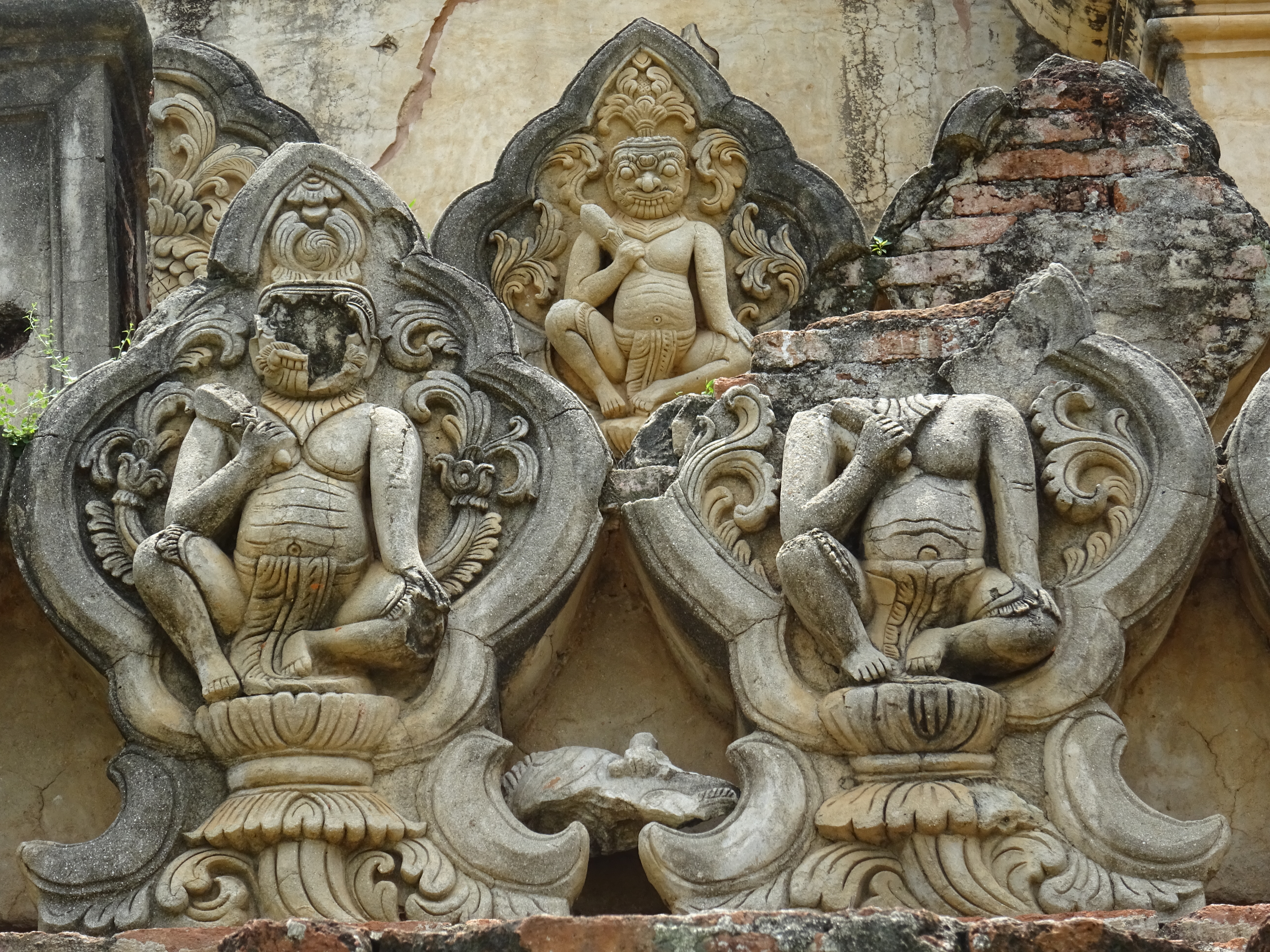
Tượng phong cách Phật giáo ở Miến Điện

Muông thú cũng được Phật giáo xem như là chủ đề đối với nghiệp của chúng. Một số lớn Jātaka coi nghiệp tốt và xấu được thực hiện trong quá khứ bởi những loại thú khác nhau. Những nghiệp này sau đó nối kết với hiện tại, những sinh vật tốt được nhận biết thông qua tiến trình tái sanh với Phật và những đệ tử, còn những kẻ xấu với Đề Bà Đạt Đa và những người như vậy. Do đó, một người có thể sanh làm thú và ngược lại tùy thuộc vào nghiệp.
Phật giáo xem muông thú và con người như là phần của cùng một chuỗi hình thành, cùng một dòng vũ trụ trong quan điểm Phật giáo cấu thành nên sự hiện hữu. Quan điểm về sự tiếp tục của đời sống giữa đời sống con người và muông thú là ẩn tàng trong những khái niệm Phật giáo chẳng hạn như khái niệm nghiệp và tái sanh. Trong đời sống con người không kết thúc với một đời mà được xem là tiếp tục ngang qua sức mạnh của nghiệp, sự tái sanh xảy ra và ta chuyển đổi vào trong những hình thức hiện hữu khác nhau. Điều này được gọi là luân hồi.
Phật giáo chỉ ra rằng chúng sanh thấp kém hay cao quý là do nghiệp, chúng sinh trải từ sự hiện hữu này đến sự hiện hữu khác là tái sanh tương ứng với bản chất hành vi của họ. Nghiệp của một chúng sanh đưa vị ấy trải từ sự hiện hữu này đến sự hiện hữu khác tùy thuộc nó thiện hay bất thiện, nếu họ là những thợ săn tay đẫm máu, hay những tên trộm thì có khả năng tái sanh vào trong hình thức của một sinh vật vụng trộm hay bò trườn như một con rắn, một con bò cạp, một con rết, một con cầy mangut, một con mèo, một con chuột, một con cú. Vì những loại nghiệp là vô tận, nên những loài chúng sanh cũng như vậy. Chúng sinh trên trái đất này là vô số và loài này khác với loài kia.
Đây là do sự khác nhau của nghiệp. Sanh làm thú được xem như một kết quả của nghiệp xấu khi đời sống của một con thú được xem như đời sống mà nó đầy bạo lực, thiếu lý trí và ít hạnh phúc. Những người mà phạm năm giới và mười nghiệp xấu ác thì sanh làm muông thú và đời sống như một con thú thì vô cùng khốn khổ do loài này phải làm mồi cho loài kia. Tuy nhiên, luôn có khả năng cho một con thú trở thành một vị Bồ-tát và như vậy, bất kể ở nơi tái sanh là gì, luôn có khả năng cho việc đạt lấy Phật quả.

### Bất hại
Trong Phật giáo, không gây hại trước hết liên hệ đến vấn đề sát hại. Nhưng sự giết hại không chỉ khu biệt vào con người, mà cũng bao gồm những chúng sanh khác. Nguyên tắc ahiṃsā trong Phật giáo thời kỳ đầu chính yếu tập trung vào việc không sát hại thú vật. Vào thời Phật sống, việc tế lễ muông thú theo nghi lễ Bà-la-môn giáo là rất phổ biến. Đức Phật nhận thấy không có giá trị hay lợi ích tinh thần nào ở nơi những loại tế lễ như thế này, ngược lại thấy nó đem lại những tác hại cho người thực hành tế lễ vì tạo nên ác nghiệp. Trong năm giới căn bản của người Phật tử, ahiṃsā thuộc về giới thứ nhất.
Mối quan tâm của Đức Phật về giá trị của đời sống phát xuất từ lòng từ bi, ông phê bình việc tử hình, chiến tranh, săn bắn, tế lễ muông thú, tự tử và sự nhẫn tâm đối với chúng sanh. Phật giáo quyết liệt chống lại những tế lễ muông thú và chỉ ra rằng những tế lễ như Asvamedha mang lại những tai họa to lớn. Tế lễ muông thú là một đặc điểm nổi bật của tín ngưỡng Bà-la-môn trước và vào thời Đức Phật. Đức Phật công khai bác bỏ một sự thực hành tai hại như vậy. Agni là thần Lửa của Vệ-đà liên quan đến tế lễ muông thú bị những Phật tử luôn hoàn toàn chê trách. Lý do cho điều này là rằng trong tâm người Phật tử nghi lễ luôn được kết hợp với tế lễ sinh mạng muông thú.
Trong liệt kê năm loại buôn bán mà tất cả Phật tử hoàn toàn bị cấm tham gia vào, có hai loại buôn bán liên quan đến thú vật và đó là kinh doanh thịt, và kinh doanh chúng sinh. Công việc giết mổ cừu, giết lợn, ngư phủ, bẫy thú được xem là quá tàn ác đến độ chúng được xếp cùng với trộm cắp và đao phủ. Phật giáo khuyên tín đồ của mình đối xử với muông thú bằng đạo đức, tức là những đức hạnh này bao gồm từ (metta), bi (karuna), hỷ (mudita) và xả (upekkha) có ý định được áp dụng đối với tất cả chúng sanh. Phật giáo ví dụ về sự cộng sinh của con người với những động vật khác và những cách sống thân thiện với môi trường. Trong một vài truyền thống Phật giáo, ăn thịt là hoàn toàn bị cấm. Trong Phật giáo Theravada ăn thịt được phép nhưng dưới một vài điều kiện. 

### Chế định
Phật giáo đã chế định những giới luật quan trọng mà chúng khẳng định rằng giết hại những chúng sanh khác là một sự vi phạm những quy tắc đạo đức cơ bản nhất của vũ trụ. Giới đầu tiên là cam kết tránh hủy hoại đời sống. Xã hội đối với một Phật tử không được xem trong nghĩa hẹp của xã hội loài người, mà ở trong nghĩa rộng hơn của một cộng đồng bao gồm tất cả những loài sống hay những chúng sanh khác. Trong Phật giáo, giết hại hay làm tổn thương chúng sanh được xem là bất thiện và về bản chất là thiếu đạo đức vì giết hại hay làm tổn thương chúng là nghiệp xấu mà nó đưa đến những kết quả xấu ác cho kẻ gây ra sau khi chết, và mặt khác tất cả mọi chúng sinh khác đều sợ chết và muốn tránh khổ đau. 

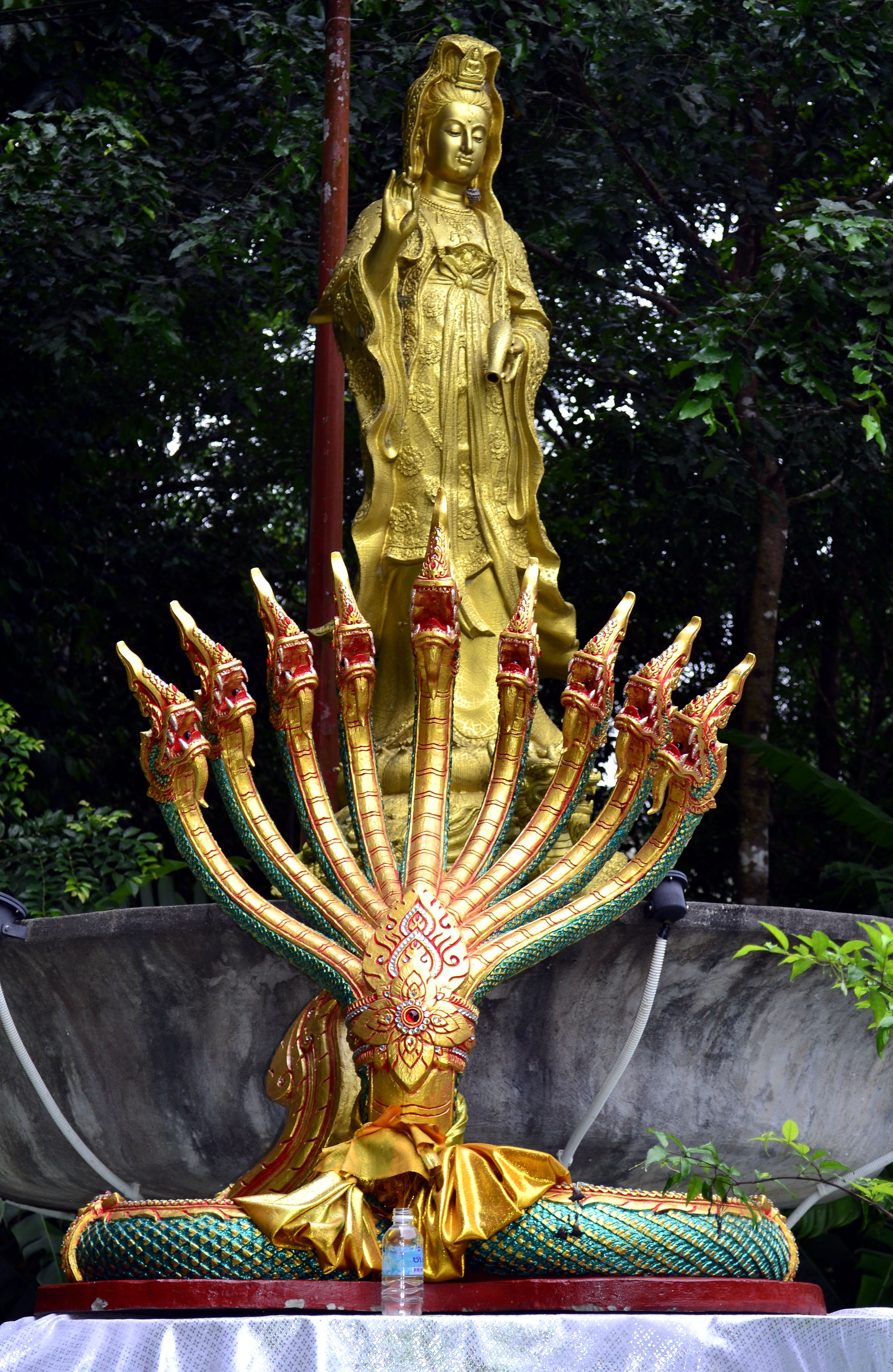
Rắn thần Naga và Quan thế âm Bồ tát

Trong những giới luật của Luật tạng, giới không được sát sanh có thay đổi theo một cách thức đáng kể. Không được tước đoạt mạng người được liệt ở đây như là giới thứ ba của parajika (ba-la-di), loại phạm tội nghiêm trọng nhất, đưa đến bị tẩn xuất khỏi Tăng đoàn vì sự bạo lực của nó. Điều này phân biệt với sự hủy hoại đời sống chúng sanh không phải con người, mà nó được phân loại trong pacittiya (ba-dật-đề) ít nghiêm trọng hơn mà nó cấm Tăng sĩ sử dụng nước có chứa sinh linh làm rõ ràng ý định áp dụng luật chống lại sự hủy hoại đời sống ngay cho dù với côn trùng và những loại sinh vật đơn bào nhỏ nhất.
Một số văn bản về sau có những bước đi dài hơn khi ghép những người hủy hoại những loại đời sống muông thú khác nhau dưới những tình huống khác nhau với những địa ngục tương xứng. Kinh Saddharmasm-tyupasthana cho rằng những người giết hại chim hay hươu mà không hối hận thì bị đọa vào một địa ngục thấp được gọi là địa ngục Phân dơ; những người nấu sống lạc đà, heo, cừu, thỏ, gấu, và những loài như vậy thì bị trừng phạt trong địa ngục Vạc nấu; những người mà đánh đập rùa hay bóp chết cừu thì bị đày vào địa ngục Tối tăm. Thậm chí làm bị thương một con thú là hành vi không thể chấp nhận được.
Được quy định rằng nếu một Tăng sĩ đào một cái hố và một con thú rơi vào trong đó, có một sự phạm tội về việc làm sai trái. Trong trường hợp con thú chết, tội buộc phải sám hối. Đức Phật phê bình mạnh mẽ những thực hành tế lễ muông vật cũng như lấy săn bắn để tiêu khiển của vua chúa. Ngài không khuyến khích chiến tranh như một phương thức bình định bất đồng và chứng minh sự hoàn toàn vô ích của nó. Vấn đề này được mở rộng đến những sinh vật nhỏ nhất. Một số dạng đời sống được gọi là ekindriya jiva cư trú trên cây cỏ và đất đai, và thậm chí nước có thể có những sinh vật (sappanaka udaka) ở trong đó. Một vị vua lý tưởng theo kinh Cakkavattisihanada, nên bảo vệ không chỉ con người, mà cũng cả thú rừng và chim chóc.
Lưới Đế Châu ví đạo tràng được áp dụng trong việc săn bắt và ăn thịt, trong đó loài bị săn bắt/ăn thịt biểu lộ lòng thương và kẻ săn bắt/ăn thịt biểu lộ sự trong sạch và tôn trọng, bất cứ hình thức thu hoạch hay trồng tỉa nào cũng đều cần đến lòng thương, sự trong sạch, và tôn trọng từ mọi phía. Chọn không ăn thịt là một bước triển khai sơ đẳng của Giới thứ Nhất, ahimsa, bất hại, không gây "tổn hại không cần thiết". Nhưng đây là thế giới Ta-bà (saba) của khổ đau hệ lụy (dukkha), con người sống trong sự thiếu nghèo, cỏ cây, cầm thú sống trên sự sống của nhau. Cõi này được diễn tả trong Kinh như là cảnh giới của Dục (kama), của ham muốn và nhu cầu vốn đang chi phối tất cả.
Abhaya-dana (vô úy thí) là một loại bố thí mà nó có nghĩa là giúp xua đi nỗi sợ của kẻ khác và mang lại sự bình an, tức ban phát huệ ơn. Theo một truyền thống Phật giáo, Abhaya-mudra được nói là đã bắt nguồn từ cử chỉ mà Đức Phật thể hiện khi Ngài bị con voi say Nalagiri do Đề Bà Đạt Đa chủ mưu thả ở trên đường đe dọa. Abhaya-dana được một số vị vua của những quốc gia Theravada thể hiện cụ thể là những bản khắc chữ của vua Ashoka chẳng hạn như sắc lệnh thứ 2, thứ 5 và thứ 7 được viết trên trụ đá, mà ngày nay biết đến như luật ngăn chặn sự thô bạo với muông thú.
Mặc dù sắc lệnh thứ năm không hoàn toàn cấm giết hại muông thú và chỉ đưa ra một cái nhìn hiện thực về chủ đề, tuy nhiên, trong thực tế, không nghi ngờ rằng nó là một trường hợp tích cực của vô úy thí và một vài vị vua của Sri Lanka đã cấm sát hại thú vật. Trong những thời đại về sau có những ghi chép từ những bản khắc chữ, như bản khắc chữ của Nissanka Malla của thế kỷ XII, người đã đem lại sự an toàn sống cho muông thú chẳng hạn như cá trong bể, chim và thú rừng, không giống như những bảng khắc chữ của Ashoka, từ ngữ thực sự được sử dụng là abhaya-dana. Điều này có thể thấy tư tưởng bảo vệ muôn loài nói chung và động vật nói riêng là trách nhiệm của người quyền thế.

### Bản Sinh kinh
Những câu chuyện tiền thân (Jātaka)-Bản sinh kinh của Phật giáo trình bày một quan điểm thuyết hình người về động vật, cho thấy những phẩm chất người thật sự của chúng, vừa tốt vừa xấu, vừa anh hùng vừa độc ác. Những câu chuyện tiền thân bao gồm nhiều loại truyện, từ sự giảng đạo của giới tu sĩ và những truyện ngụ ngôn muông thú đơn giản, đến những câu chuyện muông thú từ bi. Trong cả Jātaka Pali và Jātakamala của Ariyasura, Đức Phật được thể hiện không phải thoát ra khỏi cuộc đời mà là hành động với từ bi và trí tuệ vì lợi ích của tất cả chúng sanh.

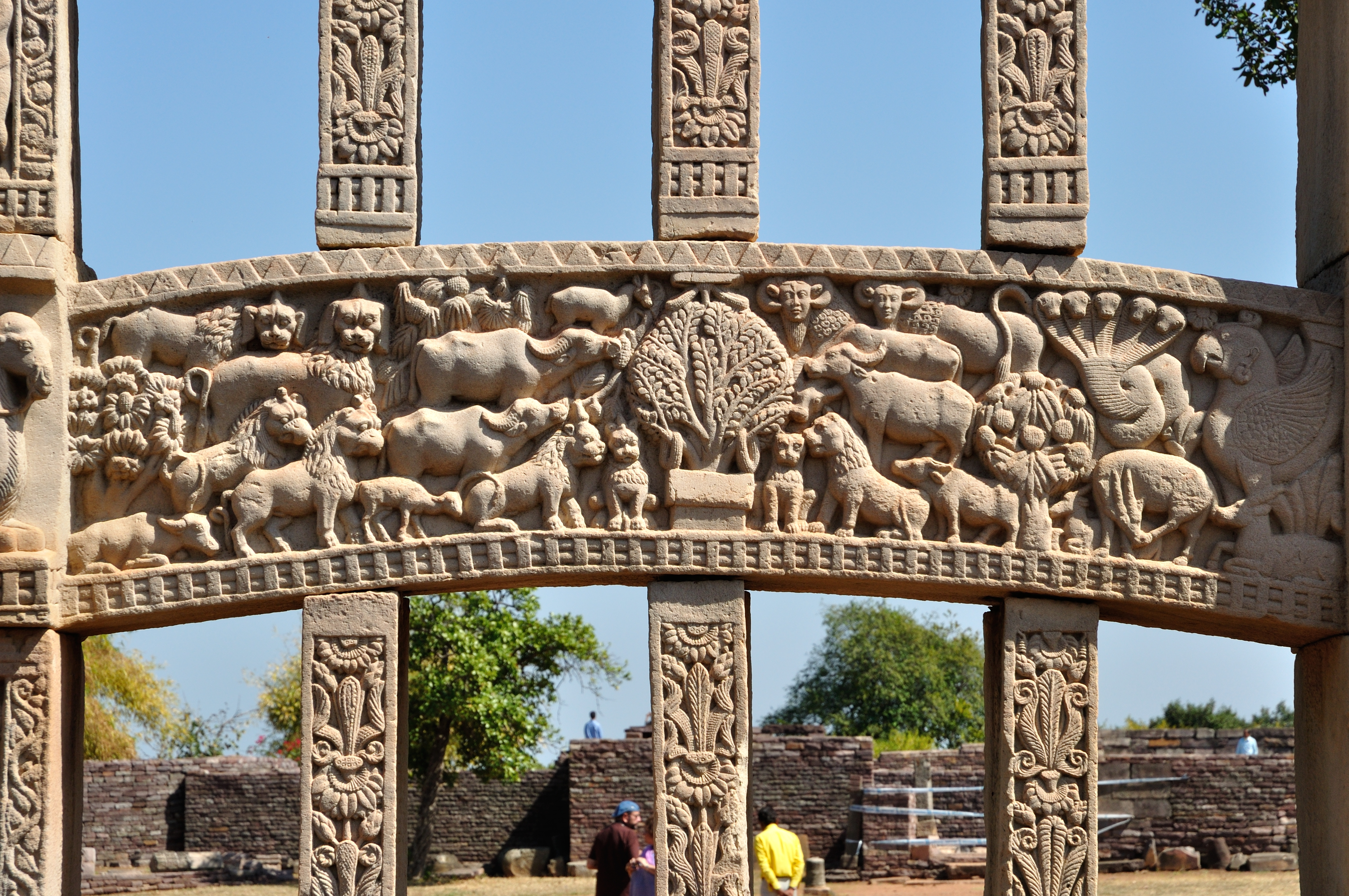
Các loài động vật trong nghệ thuật Phật giáo

Trong các bản kinh Jātaka về tiền thân Đức Phật, khi là một hươu chúa, Bồ-tát đã hy sinh mạng sống để giải cứu tất cả sinh vật ra khỏi hiểm nạn, còn khi làm một con khỉ Ngài đã cứu một kẻ thợ săn vô ơn nhưng khi làm một con sư tử Ngài đã cứu tất cả những con thú hoảng sợ khỏi nỗi sợ hãi, còn như khi làm một con vẹt thì Ngài đã bất chấp tính mạng bay qua ngọn lửa để cứu tất cả những kẻ bị mắc kẹt trong một khu rừng đang cháy và khi làm một con voi Ngài đã hy sinh đời mình để những kẻ sắp chết đói có thể sống.
Và khi là một vị vua Ngài đã dâng thịt của chính mình để cứu một con chim bồ câu nhưng khi làm một vị thái tử Ngài đã hy sinh mạng sống của mình để một con cọp mẹ và bầy cọp con sắp chết đói có thể sống. Tất cả chúng sanh được cho thấy là những vị Phật và Bồ-tát sẽ thành. Vi trùng, chim sẻ, chó, khỉ, ngựa, cá heo, con người thì mỗi loài ở tại cấp độ của chính nó có thể cảm nhận sự thương xót đối với khổ đau của kẻ khác và hành động một cách vị tha để làm giảm nỗi đau của tất cả chúng sanh.
Theo Jātaka, trong chính những động vật mà chúng ta gây khổ cho chúng, giết thịt và ăn nuốt chúng là những chúng sanh có cảm thức và có tâm tư, là những Bồ-tát và Phật tương lai. Jātaka cảm nhận sâu sắc đối với động vật, cũng khó hơn để tin rằng chúng là thấp hơn con người nhưng rằng chúng có mặt ở đây dành cho sự hưởng thụ và sử dụng của con người và muông thú có đời sống riêng của chúng, có nghiệp, vì thường đau khổ, chúng cũng được ban cho sự thanh sạch mà chỉ có thể khiêm nhường kính trọng đôi khi đố kỵ. Đánh mất sự kính trọng đối với tất cả những loài khác, trước hết, là làm yếu đi cái cơ bản đầu tiên và chính yếu nhất của các giới là không giết hại mà còn coi trọng tất cả mọi đời sống.
Nổi tiếng nhất là chuyện tiền thân Sata, kể về con thỏ sống trong rừng với một con khỉ, một con chó rừng và một con rái cá. Câu chuyện liên quan đến sự quyết định của chúng để tiến hành những thánh nhật và giới luật bằng việc bố thí, chúng quyết định xem ngày kế tiếp như một ngày trai giới và đi bố thí. Trong khi con khỉ, chó rừng và rái cá thu gom thức ăn để phân phát, con thỏ không thể kiếm đủ thức ăn nên đã dâng thịt của chính mình. Con thỏ này sau là hình ảnh của mặt trăng và được xem như là một vị Bồ-tát ở trong một tiền kiếp. Câu chuyện đưa ra một bức tranh nhân văn về những đặc tính động vật của nó.
Jātaka Nandimagga là một câu chuyện về một con hươu đã không sợ hãi đối mặt với một vị vua đang săn bắn bằng cái nhìn bất động của mình, nó đã thay đổi tâm của vị vua và cứu những con thú khác. Trong kinh Pháp cú, chúng ta thấy câu chuyện về Dhanapalaka, một con voi chịu nỗi nhớ nhà sau khi bị tách ra khỏi mẹ của nó. Con voi bị bắt giữ đã từ chối thức ăn. Trong tích Jātaka Mahakapi, một con khỉ cứu sống bộ tộc khỉ của nó bằng việc sử dụng thân thể của mình như một phần của một chiếc cầu cho bầy khỉ vượt qua sông Hằng.
Trong khi một vài Jātaka khác mô tả những phẩm chất siêu nhiên biểu lộ đời sống của Bồ-tát, chúng cũng phản ánh khả tính thương yêu, mà nó quan trọng như phẩm chất anh hùng là can đảm và hy sinh. Mặc dù chúng ta không thể tìm ra một bộ luật đạo đức có cấu trúc trong các động vật, chúng dường như biểu lộ một vài những đức hạnh có giá trị sâu sắc. Qua quán sát thấy rằng, muông thú hy sinh cho con cái của chúng, cảm thông với đồng loại của chúng, yêu mến bạn tình của chúng, và tương thuộc với cộng đồng của chúng.

### Nghệ thuật
Sự xuất hiện của nhiều động vật ở trong văn học, điêu khắc và tranh vẽ Phật giáo bởi nghiệp ở đó con người tái sanh lặp đi lặp lại trong những hình thức khác nhau. Lý do thứ hai là khuynh hướng đối với thuyết vật linh, quan điểm rằng muông thú và thậm chí cỏ cây mà chúng liên quan đến con người thì có đời sống trong một cách thức tương tự như con người. Tư tưởng này dường như đã rất mạnh vào thời Phật Thích Ca. Sự nhân cách hóa muông thú mà nó được phát triển mạnh vào thời điểm đó. Nó là rất dễ để thích ứng những nhân cách hóa này cho những mục đích đạo đức và như vậy những con thú và con người nói chuyện với nhau trên cùng một cơ sở.
Điều này xảy ra phần lớn ở trong những câu chuyện và ngụ ngôn. Những tác phẩm nghệ thuật Phật giáo tiêu biểu nhất được tìm thấy ở Bharhut, Sanchi và Ajanta mô tả những câu chuyện về Đức Phật Thích Ca như được trình bày trong các Jātaka. Trong số chúng là nhiều con thú. Sư tử, bò, ngựa, voi là đặc biệt được đề cập ở đây. Việc sử dụng động vật mà nó quen thuộc với mọi người là một phương pháp rất hay để phổ biến giáo pháp. Những câu chuyện ngụ ngôn được sử dụng cho việc dễ dàng lĩnh hội ý nghĩa của giáo pháp. Nhiều ví dụ của phương pháp này được tìm thấy trong các Jātaka.
Jātaka Ruru kể về người thanh niên đã cố tự sát nhưng một con nai có tên là Ruru đã cứu người thanh niên bất chấp mạng sống của nó. Sau đó, người thanh niên phản bội con nai, báo tin về chỗ ở của con nai nên con nai bị bắt, nhà vua biết chuyện này và phán để cho con nai đi nhưng muốn giết người thanh niên. Con nai, cầu xin nhà vua tha cho người thanh niên. Có những trường hợp con người được so sánh với thú vật để chỉ cho sự hùng dũng và tài trí của họ, một người hùng dũng đôi khi được ví giống như sư tử. Đây là một biệt danh dành cho một con người tài giỏi giữa con người, giống như một con sư tử là đứng đầu tất cả muông thú. Đây cũng là một diễn tả khác dành cho Đức Phật.
Trong suốt thời kỳ Mauryan, những bức tượng hoàn toàn thuộc về thế giới muông thú. Trong thời kỳ theo sau, hình ảnh tập trung nhiều vào muông thú. Muông thú chiếm ưu thế như là đặc điểm trong các câu chuyện Jātaka và những vị anh hùng nói chung không phải con người mà là muông thú. Những muông thú mà chúng được khắc họa trong văn học và nghệ thuật Phật giáo luôn là những động vật có tốc độ và sức mạnh ấn tượng như ngựa, trâu, hươu, cọp, sư tử, gấu, tê giác. Nhưng động vật cũng có thể như Bồ-tát chỉ bởi vì chúng không giống như người, và do đó đầy những bí ẩn. Những hình ảnh và ký hiệu được mô tả trong văn học và nghệ thuật Phật giáo dựa trên thể vóc, sức mạnh, thói quen và tướng trạng của chúng trở thành những sinh vật thiêng liêng. 

### Nghe pháp
Thú vật được quyền nghe Phật pháp, những nơi thiêng liêng của Phật giáo chốn ấy có một sự ảnh hưởng giúp tịnh hóa thú vật. Có quan điểm liên quan đến những cổ văn và người thực hành Phật giáo cho rằng những địa điểm Phật giáo mà ở đó Phật pháp được thuyết có thể làm thanh tịnh tâm (citta), việc nghe Phật pháp dù chỉ thụ động cũng có thể có kết quả trong việc tu bồi phước đức, một số Phật tử tại gia ở Miến Điện cho rằng nghe thấy một việc làm phước đức cũng có thể cộng hưởng hạnh phúc của những loài phi nhân ở gần đó, những Phật tử Sinhala tin rằng tụng đọc kinh có sự ảnh hưởng chuyển hóa những chúng sanh nghe thụ động bao gồm cả những loại ác quỷ. Một số bản kinh Phật khẳng định rằng tâm của một con thú có thể có suy nghĩ phát triển, hàm ý đó có thể rằng một con thú mà nó nghe Phật pháp sẽ ở trên một con đường dẫn đến khả năng làm việc đúng, nếu không bây giờ thì ở trong đời sống tương lai. 

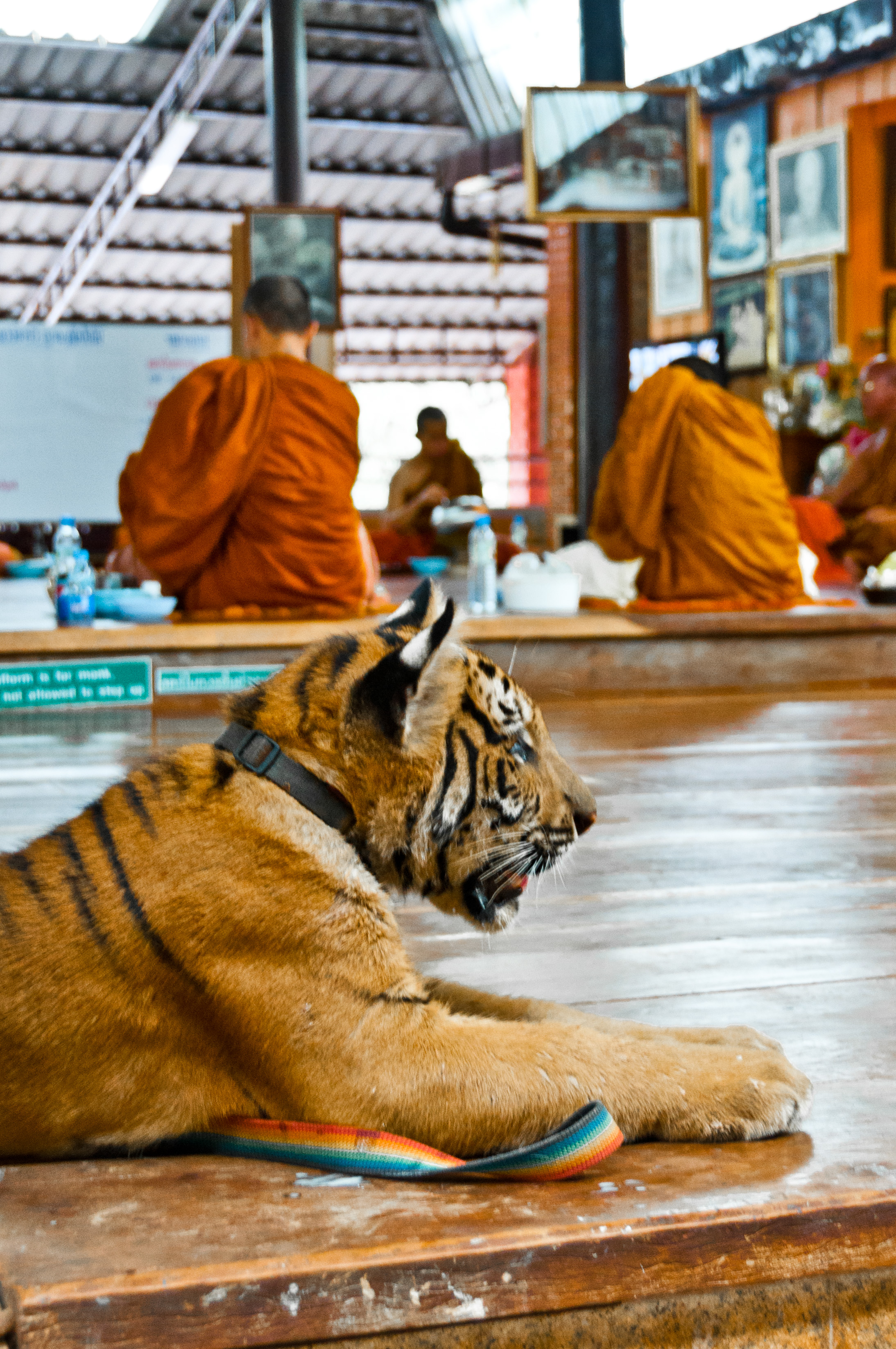
Một con hổ con đang nghe tụng kinh tại Chùa Hổ, Thái Lan

Quan điểm chung này được tóm tắt bằng khẳng định sau ở trong Buddhavaṃsa: "Chúng sanh hoan hỷ bởi nhìn thấy Phật/Những ai nghe được tiếng Ngài nói sẽ đạt được sự bất tử". Giống như một người hấp thụ những dưỡng chất từ mặt trời chiếu rọi, người ta có thể hấp thụ những phẩm tính tích cực của giáo pháp một cách tự nhiên và nếu là đúng, thì những địa điểm tâm linh này hẳn cũng làm lợi ích cho thú vật, quan điểm phát triển tâm linh thông qua việc nghe thụ động áp dụng cho thú vật ở mức độ nào là hợp lý vì thú vật thiếu khả năng lĩnh hội hay hiểu về Phật pháp, về thực chất chúng không có được lợi ích từ Phật pháp, mặc dù chúng có cơ hội nghe vì đặc điểm và bản chất của tâm một con thú.
Buddhaghosa (Phật Âm) trong những chú giải của mình, cho rằng thú vật có thể lĩnh hội Phật pháp và như vậy có thể có lợi ích từ việc nghe Phật pháp "Vì khi thú vật, thông qua việc nghe Phật pháp của Thế Tôn, có thể đạt được lợi ích hỗ trợ cho tiến trình, và với lợi ích của sự hỗ trợ ấy mà trong lần tái sinh thứ hai hoặc thứ ba, chúng hưởng được đạo và quả của nó" (Thanh tịnh đạo luận, dòng 203). Buddhaghosa sau đó kể câu chuyện về một con ếch bị một đàn bò dẫm chết đã sanh về cõi trời Tāvatiṃsa (Đao Lợi), điều này là bởi: "không gì khác hơn nhờ sự lĩnh hội lời nói của Thế Tôn" (Thanh tịnh đạo luận, dòng 203).
Trong Phật giáo Ấn Độ, thú vật gặp được Phật pháp có một ảnh hưởng giới hạn tương tự và thú vật thường được hứa hẹn chỉ có một sự tái sinh tốt hơn bằng sự thể hiện niềm tin của chúng. Kinh Aśokavarṇa-avadāna kể lại câu chuyện về một con bò đực, sau khi nhìn thấy Phật, một thoáng niềm tin hiện khởi và Đức Phật dự rằng con vật sẽ tái sinh vào một cảnh giới tốt hơn, khoảnh khắc nhìn thấy Phật có thể có một vài ảnh hưởng tích cực, nhưng những tia niềm tin le lói gợi lên trong tâm một con thú không đủ duy trì để có những kết quả phát triển tích cực. Chỉ bằng việc nghe Phật pháp một con thú có thể có lợi ích tâm linh, chẳng hạn như sinh vào cõi trời, nhưng chúng không thể tiến bộ trên Phật đạo mãi cho đến khi chúng phát triển sự hiểu đầy đủ mà hầu hết, đòi hỏi phải tái sinh làm người.
Ở trong Luật tạng kể câu chuyện Đức Phật trục xuất một Tỳ-kheo ra khỏi Tăng đoàn bởi vì Tỳ-kheo này được phát hiện là một con thú cải trang làm người. Trong câu chuyện, một con Nāga (rắn thần) mong muốn thoát khỏi thân phận thú vật khốn khổ của nó nên bằng thần lực nó biến hóa thành một con người và bằng sự trá hình của mình nó gia nhập vào Tăng đoàn. Đức Phật ngay sau đó phát hiện ra mưu đồ này và tuyên bố rằng: "Loài rắn các ngươi không thể tiến bộ trong pháp và luật này" (Vinaya Mahāvagga). Do đó, Đức Phật khẳng định rằng rắn cũng có thể cả những loài thú khác thì không thể thực hành Phật pháp một cách đúng đắn.
Phật Thích Ca có quan điểm rằng thú vật có thể có mong muốn thực hành Phật pháp nhưng cuối cùng thiếu khả năng. Tuy nhiên, chúng có thể cải thiện số phận của chúng thông qua việc thực hành tu tập: "Hỡi rắn kia, hay đi đi, tuân giữ ngày trai (poya), đúng vào này thứ 14, 15, và ngày thứ tám của nửa tháng. Như vậy, ngươi sẽ nhanh chóng thoát khỏi kiếp rắn và trở lại hình trạng con người". Có những trường hợp khác trong Luật tạng kể về việc những con thú tham gia vào việc tu đạo, trường hợp con voi đã hái hoa sen từ một hồ nước và dâng cúng cho Phật. Thái độ này đối với thú vật trong Luật tạng phù hợp với quan điểm của Jātaka nơi đó thú vật thường làm những việc tốt phù hợp với giáo pháp.
Trong các Jātaka, thú vật được xem có trí thông minh tương tự như con người. Chúng có thể tham gia vào những việc thiện, đạo đức và do đó có thể tái sinh vào một hình trạng tốt hơn. Tuy nhiên, ngay trong Luật tạng và Jātaka, thì thú vật chỉ có thể tái sinh vào những hoàn cảnh tốt hơn nhờ việc làm của chúng mà chúng không thể thăng tiến nhanh chóng trên đạo lộ đưa đến Niết-bàn mà như Buddhaghosa khẳng định, đòi hòi phải sinh ra làm người. Vì vậy trong khi Luật tạng và Jātaka cảm thông cho thú vật, chúng cũng nhất quán với văn học Kinh tạng mà nó cho rằng sự hiểu là điều cần thiết. Tình cảnh có thể nhất là rằng một con thú có thể tham gia vào việc tu bồi phước đức, mà nó có thể đạt được hoặc cố ý hoặc vô ý.
Câu chuyện trong Apadāna tiếng Pāli trong phần có tựa là Uttiya, một con cá sấu đang kiếm ăn bên rìa sông đã để Siddartha Gautama cưỡi lên lưng nó để qua sông, con cá sấu đó sau khi chết, được tái sanh vào cõi trời nhờ phước đức từ việc mang Siddhartha, hành động mang Siddhartha của con cá sấu là đủ tạo ra kết quả tốt, dù nó không thật sự thực hành Phật pháp vì con cá sấu tự nguyện mang Siddhartha. Nhưng thú vật làm phước bằng cách nào khi một con thú thiếu hiểu biết về những gì được xem là một việc làm tốt vì chúng làm việc tốt một cách ngẫu nhiên hay bằng sự sắp đặt khéo léo của con người. Theo truyền thống Phật giáo Sinhala thì chỉ xem xá-lợi thôi cũng được coi là một việc làm phước đức mà nhiều con thú đã được xem.
Có khả năng rằng thú vật có thể được thức tỉnh để có niềm tin vào Phật pháp, mặc dù dường như rằng điều này xảy ra chỉ trong những trường hợp hiếm hoi gần như không thể của thú vật tiến bộ đủ để có niềm tin vào Phật pháp được xác nhận những đoạn Jātaka, Phật giáo đôi khi những sự kiện xuất hiện chẳng hạn như những con thú đạt được một trạng thái "tâm an tĩnh" (an nhiên) có lợi cho yên bình. Tuy nhiên, bằng chứng kinh điển là rằng thú vật quá quay cuồng với những tham muốn nên khó có thể gợi lên niềm tin vào Phật pháp. Những đoạn kinh văn cho thấy rằng nghe là không đủ cho việc có được những lợi ích tâm linh quan trọng, nhưng thú vật có được sự lợi ích thụ động theo một vài cách bằng việc thân cận Phật pháp.
Có ý rằng lý do những con thú ở trong tình trạng khốn khổ là do những ác nghiệp quá khứ của chúng và "Tâm một con thú không phát triển đủ để hiểu được Phật pháp. Ngay cả con người cũng chỉ một số ít có thể hiểu được Phật pháp". Thụ động trong việc thọ nhận giáo pháp là không đủ mà phải tham dự một cách tích cực bao gồm giải thích và phân tích giáo pháp, suy ngẫm về ý nghĩa sâu hơn, nhưng thú vật bị giới hạn nơi khả năng hiểu và ứng dụng Phật pháp bởi vì những giới hạn rõ ràng về nhận thức và vật lý. Dù nơi một số trường hợp, thú vật có thể thoát khỏi sự giam cầm của chúng nơi cảnh giới súc sinh ngang qua việc tham gia vào những việc làm tốt giúp đưa chúng đến tái sanh làm người mà ở đó hiểu Phật pháp là có thể.
Một vài con thú, nhờ những việc làm tốt mà chúng thực hiện, một ngày nào đó sẽ tái sanh để rồi chúng có thể phát triển nhận thức đầy đủ để nghe và hiểu Phật pháp. Có thể chúng sẽ tái sanh làm một người mộ đạo. Thú vật có thể được ảnh hưởng tích cực bởi sự có mặt của chư Tăng khi chư Tăng đang đi khất thực, nhưng một con thú không thể hiểu được Phật pháp, nhưng chừng mực nào đó chúng có thể cảm nhận được suy nghĩ. Sự tử tế, lòng từ bi và tình thương, những điều này con thú có thể hiểu, có những trường hợp về các Tăng sĩ hành thiền trong những hang động nhưng không bị quấy rầy bởi những con thú hoang và khi đi khất thực, ngay khi chạm trán một con voi hoang thì cũng không bị chúng quấy rầy.
Thú vật thiếu khả năng nhận thức để sử dụng Phật pháp vì thú vật không có khả năng để hiểu vì vậy chúng sống ở những nơi ở trong rừng, nơi tách khỏi xã hội con người có một sự khác nhau từ những con thú mà chúng sống trong rừng. Nhưng nói chung, thú vật không có khả năng để cảm nhận. Cách làm cho thú vật thoát khỏi tình cảnh là làm vơi đi ác nghiệp mà chúng đã tạo. Điều này sẽ khó đạt được khi sự thật rằng nhiều con thú tiếp tục hành động theo bản năng bằng việc săn và giết chết những sinh vật khác. Chúng không có suy nghĩ thông minh. Tuy nhiên bởi vì chúng đôi khi có thể có bản năng nghe Phật pháp. Thú vật không thể nghĩ, nhưng chúng có một bản năng nghe tự nhiên nên chúng nghe được Phật pháp, bản năng tự nhiên này như là một mong muốn thoát khỏi khổ đau luân hồi.
Thú vật thiếu khả năng để lãnh hội đầy đủ Phật pháp. Tuy nhiên, việc nghe Phật pháp có thể có một số ảnh hưởng tích cực vào chúng và có thể phát khởi một suy nghĩ tốt tự nhiên. Suy nghĩ tự nhiên này có thể đủ để đẩy chúng ra khỏi cảnh giới súc sinh, sự hiện diện của Phật pháp có một ảnh hưởng chuyển đổi tích cực vào những người chứng kiến nó. Trong khi thú vật thiếu khả năng nhận thức để đạt giác ngộ trong khi là một con thú, nếu chúng gần giáo pháp, chúng có thể được ảnh hưởng tích cực để có thể tái sanh vào những hoàn cảnh mà ở đó giải thoát là có thể, ngay cả thú vật thoáng nghe qua việc thuyết giảng này cũng có lợi ích, dù thiếu trí tuệ, nhưng nghe Pháp thôi cũng có thể có được một sự tái sanh tốt hơn, và một sự tái sinh tốt hơn tạo điều kiện cho sự giác ngộ trong tương lai.